# Marija Jeruzalemska
Marija Jeruzalemska, poznata i kao Marija od Montferrata (Tir, Jeruzalemsko Kraljevstvo, 1192. – ?, 1212.) bila je kraljica vladarica Jeruzalema, koja je vladala od 5. travnja 1205. godine pa sve do svoje smrti.

## Obitelj
Marija je bila kći kraljice vladarice Izabele I. Jeruzalemske i njezina supruga Konrada od Montferrata te unuka Marije Komnene, po kojoj je nazvana.
Njezine su polusestre bile Sibila od Lusignana i Melisenda od Lusignana.
Udala se za plemića Ivana od Briennea s kojim je imala kćer Izabelu II., preko koje je bila baka Konrada IV.
Njezin predak je bio Konrad II., car Svetog Rimskog Carstva.

## Biografija
Marija je rođena tijekom ljeta 1192. godine.
Postala je kraljica s 13 godina nakon što joj je majka umrla. Njezin poluujak Ivan od Ibelina bio joj je regent.
4. rujna 1210. Marija se udala za francuskog plemića Ivana, koji nije bio veoma bogat. Okrunjeni su u katedrali u Tiru.
Njihova kći Izabela, nazvana po baki, naslijedila je Marijino mjesto kao kraljica Jeruzalema.